# Lago de Hallwil
El lago de Hallwil (del alemán: Hallwilersee) es un lago de Suiza que se localiza en los cantones de Argovia y  Lucerna, y no lejos de donde está la pequeña localidad que le da nombre, Hallwil (que contaba con solo 773 hab. en diciembre de 2010). El lago es un popular destino de vacaciones.
Tiene una superficie de 10,3 km² y está a una altitud de 449 metros. Su volumen se estima en 0,285 km³ y su profundidad máxima es de 48 m. La parte norte del lago está en los distritos argovianos de Kulm y Lenzburg y la sur en los lucerneses de Hochdorf y Sursee .
El río Aabach alimenta y también desagua el lago, desembocando en el río Aar, a su vez afluente del Rin. 
El 17 de agosto de 1938, sir Malcolm Campbell estableció en este lago, con el Blue Bird K3, un nuevo récord mundial de velocidad en agua (210.63 km/h).